# Davidovo, Silistra
Davidovo (în bulgară Давидово, în română Dautlar) este un sat în comuna Kainardja, regiunea Silistra, Dobrogea de Sud, Bulgaria. 
Între anii 1913-1940 a făcut parte din plasa Curtbunar a județului Durostor, România. 

## Demografie
Componența etnică a satului Davidovo
     Romi (13,71%)
     Turci (33,14%)
     Bulgari (2,85%)
     Nicio identificare (50,28%)
La recensământul din 2011, populația satului Davidovo era de 175 locuitori. Nu există o etnie majoritară, locuitorii fiind turci (33,14%), romi (13,71%) și bulgari (2,85%). Pentru 50,28% din locuitori nu este cunoscută apartenența etnică.